# Melicharia fuscomarginata
Melicharia fuscomarginata är en insektsart som först beskrevs av Melichar 1902.  Melicharia fuscomarginata ingår i släktet Melicharia och familjen Flatidae. Inga underarter finns listade i Catalogue of Life.